# Nahr-e Kut (Nasar)
Nahr-e Kut (em persa: نهركوت, também romanizada como Nahr-e Kūt; também conhecida como Kūt) é uma aldeia do distrito rural de Nasar, no condado de Abadan, na província de Khuzistão, Irã.
Segundo o censo de 2006, sua população era de 196 habitantes, em 39 famílias.